# Suárez (Cauca)
Pour les articles homonymes, voir Suárez.
Suárez est une municipalité située dans le département de Cauca, en Colombie.

## Personnalités liées à la municipalité
- Guillermo Sáenz (1948-2011) : ancien chef des FARC, tué à Suárez.
- Francia Márquez (1981-), militante afro-colombienne, vice-présidente de la République.